# Terra promesa

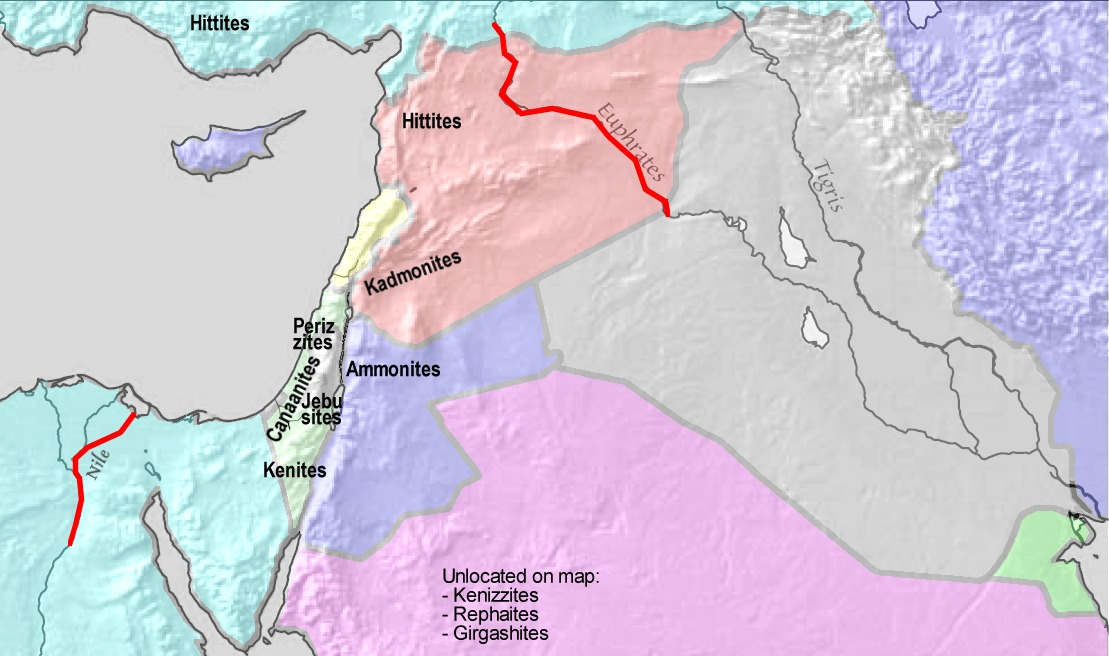
Interpretació de les fronteres de la Terra Promesa, basada en la promesa de Yahvé a Abraham al Gènesi 15.

La Terra Promesa (hebreu: הארץ המובטחת, tr.:ha-Aretz ha-Muvtakhat) és un dels noms per a la Terra d'Israel, és a dir, la regió que segons la Bíblia Hebrea li va ser promesa per Yahveh a Abraham i els seus descendents. La Terra Promesa es descriu com la porció situada entre la costa d'Egipte fins a la riba de l'Eufrates. La promesa va ser feta en primer lloc a Abraham, renovada després al seu fill, Isaac, i al fill d'aquest, Jacob, net d'Abraham:
| « | Yahveh estava en l'alt […] i va dir: « Jo sóc el Senyor, el Déu d'Abraham, el teu pare, i el Déu d'Isaac; la terra en què estiguis acostat te la donaré a tu i la teva descendència . » —Gènesi 28:13. | » |

El seu abast és reprès després per Moisès, qui cita les paraules del Senyor, durant l'Èxode:
| « | « Torneu-vos i aneu a la muntanya dels amorreus i a totes les seves comarques, al Aravà, a la muntanya, a les valls, al Nègueb i vora de la costa al costat del mar, a la terra dels cananeus i al Líban, fins al gran riu, el riu Eufrates. » —Deuteronomi 1:7. | » |

Segons els textos de la Tanaj, el poble d'Israel és triat per Déu per a la revelació de principis fonamentals i els Deu Manaments continguts a la Torà. És amb el primer patriarca del poble hebreu que Déu estableix la seva Aliança o Pacte, també conegut com a Conveni Abrahàmic: 
| « | « Deixa la teva terra natal i la casa del teu pare, i ves al país que jo et mostraré. Jo faré de tu un gran poble, et beneiré; engrandiré el teu nom i seràs una benedicció. Beneiré els qui et beneeixin i maleiré al que et maleeixi, i per tu es beneiran tots els pobles de la terra ». —Gènesi 12:1-3. | » |

El llibre de l'Èxode conté els següents termes:
| « | Yahveh va dir a Moisés: « Marxa d'aquest lloc tu i el teu poble que vaig treure d'Egipte; puja a la terra que jo vaig prometre amb jurament a Abraham, a Isaac i a Jacob quan els vaig dir: L'hi donaré a la teva descendència. Enviaré davant teu un àngel perquè tregui del país als cananeus, els amorreus, els hitites, els fereceus, els jeveus i els jebusites. ». —Èxode 33:1-3. | » |

La terra que Déu va prometre a Abraham figura en el text bíblic:
| « | Aquell día va fer Yavé un pacte amb Abraham tot dient: « —A la teva descendència donaré aquesta terra, des del riu d'Egipte fins al gran riu, l'Eufrates: la terra dels quenites, els cenezeos, els cadmoneus, els hitites, els ferezeus, els rafaites, els amorreus, els cananeus, els gergeseus i els jebusites. ». —Gènesi 15:18-21. | » |

## Avançaments segons el text bíblic
Avenços màxims:

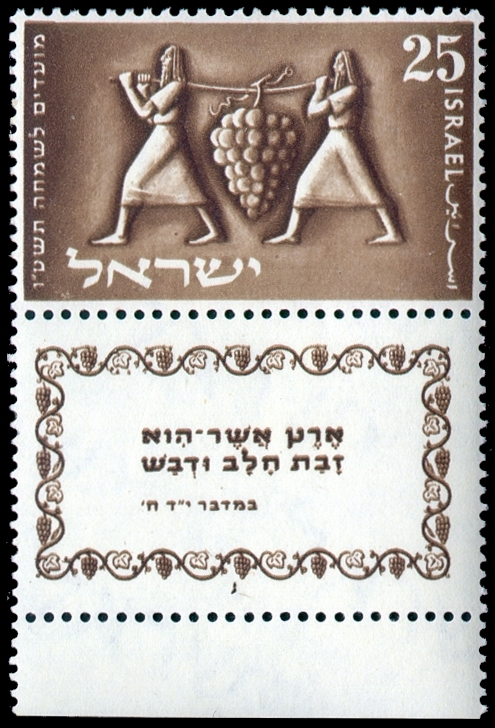
Segell israelià amb Josué i Caleb portant el fruit de la Terra Promesa. En hebreu, presenta la inscripció "Terra de llet i mel" (Nombres 14:8).

| « | A la teva descendència donaré aquesta terra, des del riu d'Egipte fins al riu gran, l'Eufrates. —Gènesi 15:18. Torneu-vos i aneu a la muntanya del amorreus ia totes les seves comarques, al Aravà, a la muntanya, a les valls, al Nèguev i al costat de la costa del mar, a la terra del cananeu i al Líban, fins al gran riu, l'Eufrates. —Deuteronomi 1:7. Tot lloc que trepitgi la planta del vostre peu serà vostre: des del desert fins al Líban, des del riu Eufrates fins al mar occidental serà el vostre territori. —Deuteronomi 11:24. | » |

Avenços mínims:
| « | Yahveh va parlar a Moisés i li va dir: «Mana als israelites i digues-los: Quan hàgiu entrat a la terra de Canaan, aquesta serà la terra que us ha de caure en herència, i aquests seran els seus límits: Tindreu al límit del sud des del desert de Zin fins a la frontera d'Edom, i el seu límit estarà en l'extrem del Mar Salat, cap a l'orient. Aquest límit us anirà envoltant des del sud fins a la pujada de Acrabim, i passarà fins a Zin; s'estendrà del sud a Cades-Barnea, continuarà per Hasar-Adar i passarà fins Asmón. Envoltarà aquest límit des d' Asmón fins al torrent d'Egipte, i acabarà al mar. El límit occidental serà el Mar Gran (Mediterrani); aquest límit serà el límit occidental. El límit del nord serà aquest: des del mar Mediterrani traçareu una línia fins al mont d'Hor. Del mont d'Hor traçareu una línia fins a l'entrada d'Hamat, i seguirà aquell límit fins Zedad. Seguirà després fins Zifrón i acabarà a Hazar-Enan. Aquest serà el límit del nord. Com a límit a l'orient traçareu una línia des Hazar-Enan fins Sefam. Aquest límit baixarà des Sefam a Ribla, a l'orient d'Aín. Seguirà descendint el límit i arribarà a la costa del mar d'Cineret, a l'orient. Després baixarà aquest límit al Jordà i acabarà al Mar Salat: Aquesta serà la vostra terra amb els límits que l'envolten.» —Nombres 34:1-12. Aquest serà el límit de la terra cap al costat del nord: des del Mar Gran (Mediterrani), camí a Hetlón venint a Zedad, Hamat, Berota, Sibraim, que està entre el límit de Damasc i el límit d'Hamat; Hazar-haticón, que és el límit d'Haurán. I serà el límit del nord des del mar fins Hazar-Enan en el límit de Damasc al nord, i al límit d'Hamat al a la vora nord. Del costat de l'orient, enmig de Haurán i de Damasc, i de Galaad i de la terra d'Israel, al Jordà; medireu com a límit fins al mar oriental. Del costat meridional, cap al sud, des de Tamar fins a les aigües de les picabaralles; des de Cades fins al rierol i fins a la Mar Gran. Aquest serà el costat meridional, al sud. Del costat d'occident, el mar Mediterrani serà el límit fins davant de l'entrada d'Hamat; aquest serà el costat Occidental. —Ezequiel 47:15-20. | » |

## Les set espècies de la Terra promesa
La terra promesa i el que d'ella emana s'enumera en el text bíblic:
| « | Perquè Yahveh, el teu Déu, t'introdueix en la bona terra, terra de rierols, d'aigües, de fonts i de brolladors, que surten en hortes i muntanyes; terra de blat i ordi, de vinyes, figueres i magraners; terra d'oliveres, d'oli i de mel; terra en la qual no menjaràs el pa amb escassetat, i on no et faltarà res; terra en què les pedres són de ferro i de les muntanyes de les quals trauràs coure. Allà menjaràs i et saciaras, i donaràs gràcies al Senyor, el teu Déu, per la bona terra que t'haurà donat. —Deuteronomi 8:7-10. | » |

Les set espècies de la Terra promesa apareixen representades en una sèrie de correus israelians dissenyada per Zvi Narkiss en 1958. 

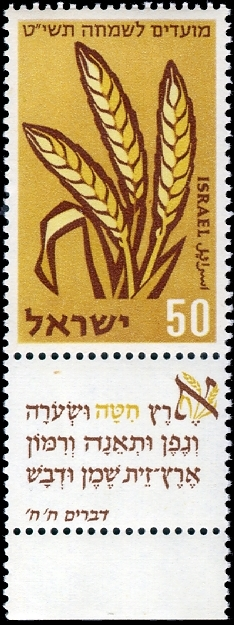
Blat
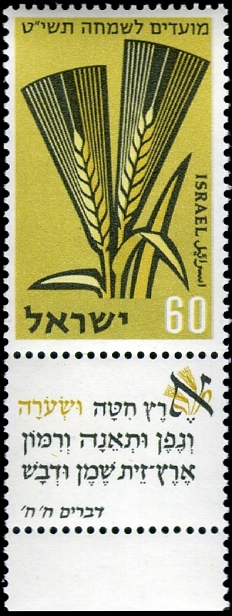
Civada
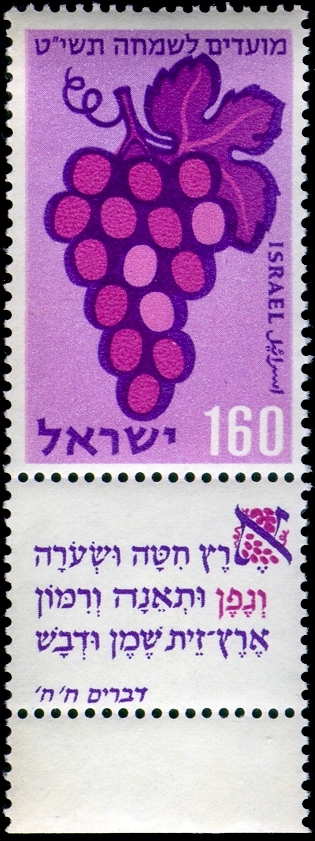
Raïm
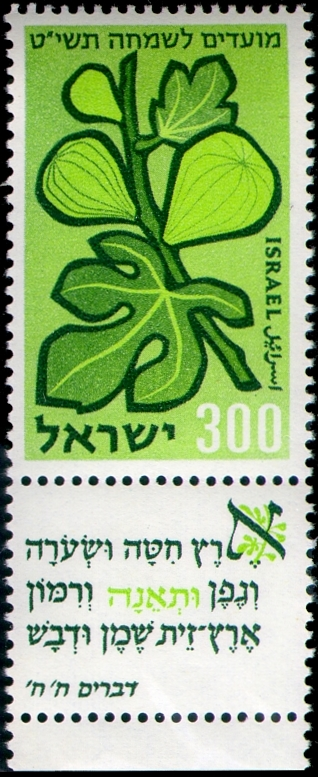
Figues
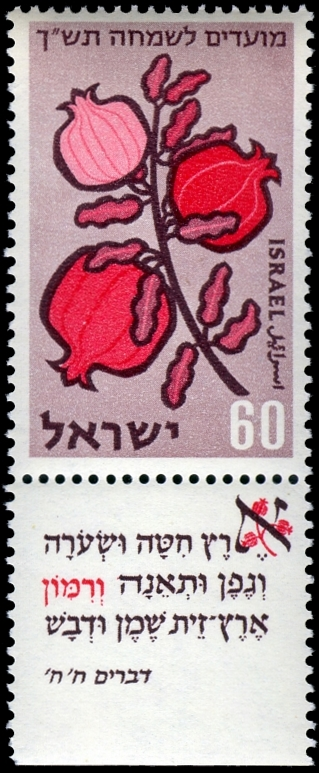
Magranes
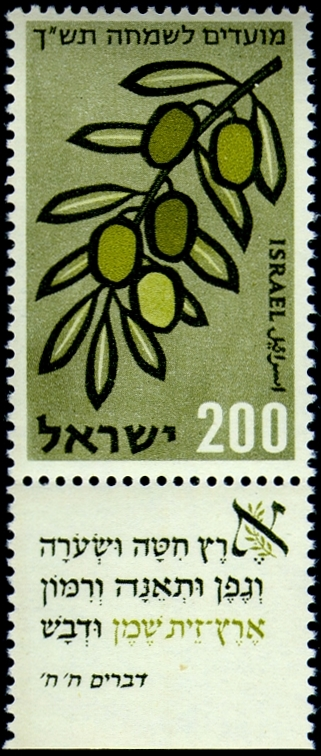
Olives
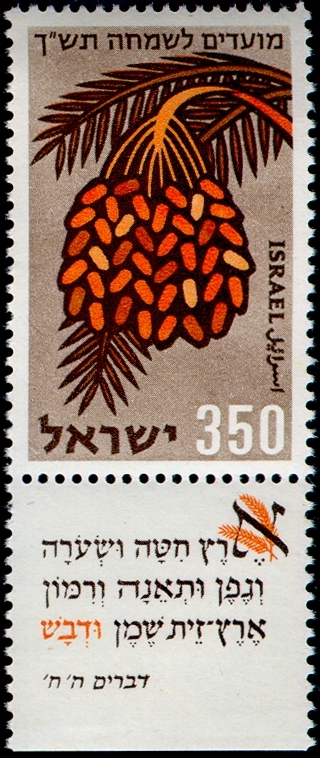
Mel, Palmera datilera

La inscripció citada en cadascuna de les estampilles té la seva font d'inspiració en el text original que figura en el cinquè llibre de la Bíblia hebrea:
| « | « אֶרֶץ חִטָּה וּשְׂעֹרָה וְגֶפֶן וּתְאֵנָה וְרִמּוֹן אֶרֶץ זֵית שֶׁמֶן וּדְבָשׁ » דברים ח:ח (Deuteronomi 8:8). | » |